# Edward Carpenter

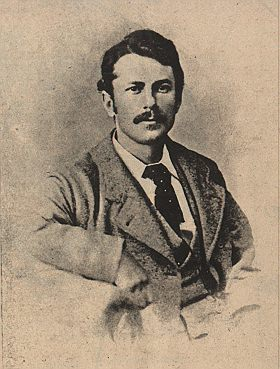
Edward Carpenter im Jahre 1875

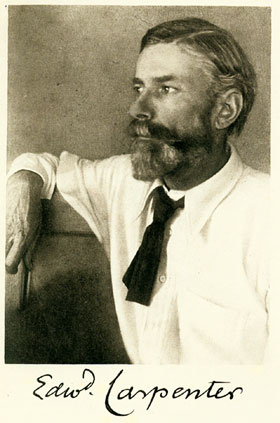
Photographie Edward Carpenter von Fred Holland Day

Edward Carpenter (* 29. August 1844 in Hove bei Brighton; † 28. Juni 1929) war ein britischer Dichter, Sozialist und Autor.

## Leben
Carpenter wurde in Hove bei Brighton geboren. Er besuchte das Brighton College. Nach seinem Studium der Theologie war er als Kurat in der Church of England tätig. Carpenter begeisterte sich für Frederick Denison Maurice, der zu jener Zeit ein Führer der christlichen sozialistischen Bewegung in England war.
1874 verließ Carpenter die Church of England und wurde Lecturer in Astronomie in Leeds. Seinen Wohnsitz verlegte er zunächst nach Chesterfield und dann ein Jahr später nach Sheffield. In jener Zeit begann er, Gedichte zu schreiben. In Sheffield wurde er 1883 Mitglied der Social Democratic Federation (SDF) und versuchte in Sheffield eine Ortsgruppe aufzubauen. Diese Gruppe entschied sich hingegen für eine Eigenständigkeit und es entstand die Sheffield Socialist Society.
Carpenter war Vegetarier und vertrat die Überzeugung, die Arbeiterklasse könne sich nur dann wahrhaft gegen die Tyrannei der besitzenden Klasse zur Wehr setzen, wenn sie auch die Tiere vor Ausbeutung bewahre. In den 1880er Jahren entwickelte Carpenter ein intellektuelles Interesse an hinduistischer Mystik und indischer Philosophie. 1890 reiste er nach Ceylon und Indien und verbrachte Zeit mit einem hinduistischen Lehrer, der sich Gnani nannte. Carpenter beschreibt seinen Lehrer später in seinem Werk Adam's Peak to Elephanta.
Als Carpenter 1891 aus Indien zurückkehrte, traf er den Arbeiter George Merrill aus Sheffield. Sie verliebten sich ineinander, gingen eine Beziehung ein und ab 1898 wohnten sie bis zu Merrills Lebensende zusammen.
In den 1890er Jahren verfasste Carpenter Artikel und Werke gegen die Diskriminierung sexueller Orientierung. Er schrieb das Werk The Intermediate Sex. Des Weiteren schrieb er Love's Coming-of-Age.
Politisch engagierte er sich ab 1892 in der Independent Labour Party. 1902 publizierte Carpenter eine Anthologie von Gedichten Ioläus. An Anthology of Friendship. Im April 1914 gründete Carpenter mit Laurence Houseman die British Society for the Study of Sex Psychology. 1919 veröffentlichte Carpenter sein pazifistisches Werk The Healing of Nations and the Hidden Sources of Their Strife.
Im Januar 1928 verstarb sein langjähriger Lebensgefährte Merrill. Carpenter folgte ihm am 28. Juni 1929 ins Grab.

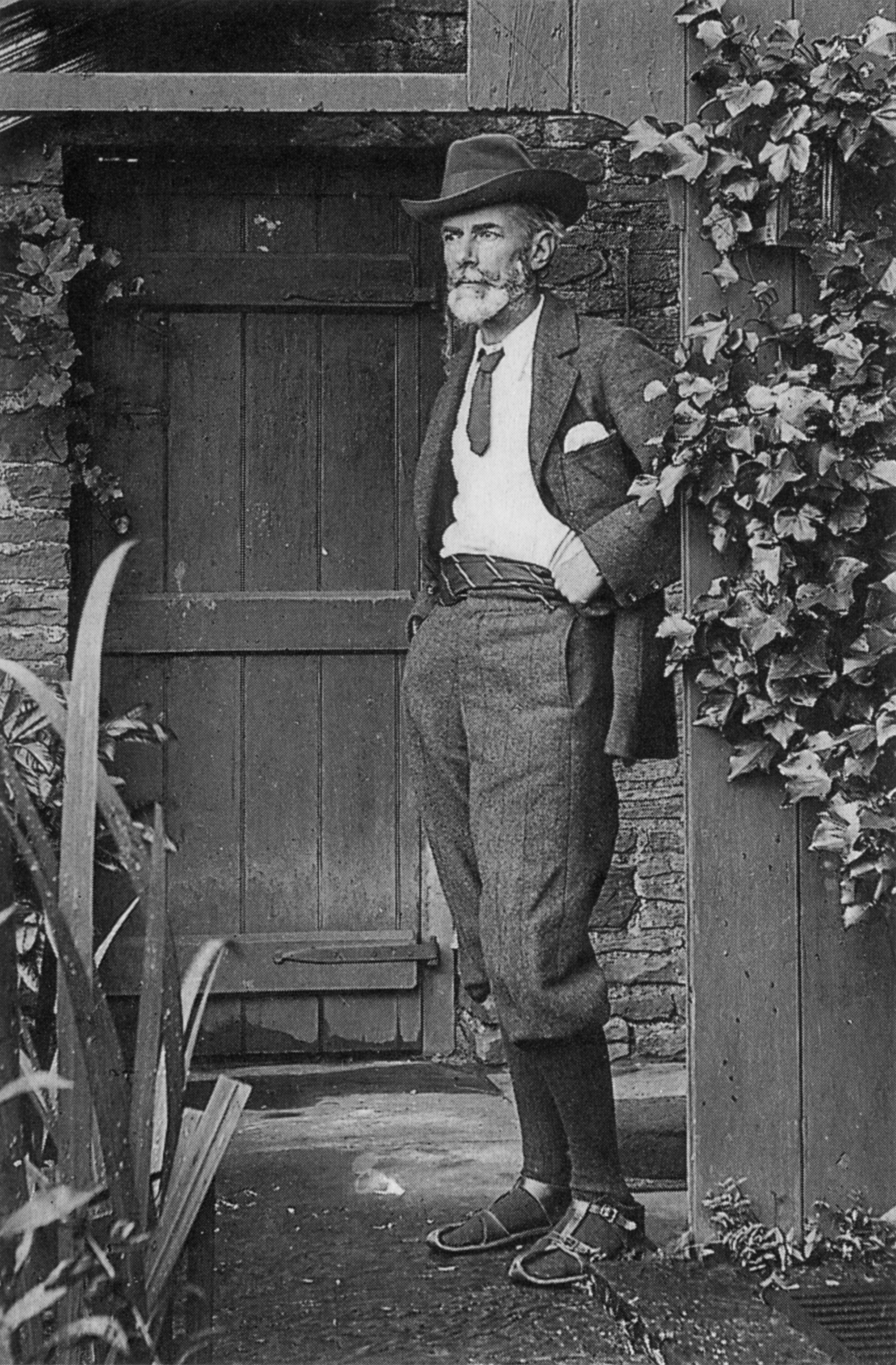
Edward Carpenter im Jahre 1905

## Werke von Carpenter
- Towards Democracy[3], 1883
- England's Ideal, 1887
- Civilisation: Its Cause and Cure, 1889; erneut herausgegeben 1920
- Homogenic Love and Its Place in a Free Society, 1894
- Love's Coming of Age[4], 1896
- Days with Walt Whitman, 1906
- Iolaus— Anthology of Friendship[5] Editor, 1908
- The Intermediate Sex: A Study of Some Transitional Types of Men and Women[6], 1908
- Intermediate Types among Primitive Folk[7], 1914
- My Days and Dreams[8], Autobiographie, 1916
- Pagan & Christian Creeds: Their Origin and Meaning[9], 1920
- Never Again![10], 1916
- The Healing of Nations and the Hidden Sources of Their Strife[11], 1915